# Milan Majtán
Milan Majtán (Ruttka, 1934. május 3. – Pozsony, 2018. június 30.) szlovák nyelvész. A SzTA Ľudovít Štúr Nyelvészeti Intézetének egykori munkatársa.

## Élete
1953-1957 között végzett a pozsonyi Pedagógiai Főiskolán szlovák nyelvből. 1957-1961 között gimnáziumi tanár volt Pozsonyligetfalun. 1961-től a Nyelvészeti Intézet munkatársa, ahol elérte az önálló tudományos munkatárs beosztást. 1984-től a szlovák nyelv története részleg vezetője lett. 1964-1983 között az intézet titkára volt. 1984-től a Csehszlovák Tudományos Akadémia onomasztikai bizottságának vezetőségi tagja lett. 2001-ig a szlovák onomasztikai bizottság elnöke volt.
1970-től a Belügyminisztérium, illetve a Szlovák Geodéziai és Térképészeti Hivatal és utódintézménye helynévi bizottságának tagja, egyben a szlovákiai helynevekért felelős albizottság elnöke, majd 1992-2001 között az utóbbi hivatal bizottságának elnöke volt. 1971-1972-ben a SzTA Szlovák Nyelvészek Egyesületének, később Szlovák Nyelvészeti Egyesület titkára, majd 1976-ig ennek tudományos titkára volt.
Jelentős az onomasztika, a szlovák nyelv történetének kutatása és a dialektológia terén kifejtett munkássága.

## Kitüntetései
- 1984 Ľudovít Štúr ezüst érdemplakett
- 1998 A Szlovák Tudományos Akadémia díja a tudománynépszerűsítés terén végzett munkásságáért
- 1999 Ľudovít Štúr arany érdemplakett
- 1999 Bél Mátyás érdemérem
- 2007 Pribina kereszt II. osztálya

## Művei
- Historický slovník slovenského jazyka (társszerző)
- 1968/1998 Názvy obcí Slovenskej republiky. Vývin v rokoch 1773-1997. Bratislava.